# Costante di Chaitin
La costante di Chaitin o numero di Chaitin (indicato con la lettera greca Ω) è un numero reale che rappresenta la probabilità di terminazione di un programma costruito casualmente.
Introdotto da Gregory Chaitin, {\displaystyle \Omega } è un numero normale e trascendente, ma non è un numero computabile.